# 縞田七重
縞田 七重（しまだ ななえ、1954年9月24日 - ）は、千葉県千葉市出身の脚本家、小説家である。

## 来歴
日本大学芸術学部放送学科を卒業。広告代理店勤務の後、1978年にフリーのシナリオライターとして、『女高生初体験』（大蔵映画）でデビュー。その後、2年間で30本のピンク映画を執筆する。その他、TV台本や劇画原作などにも携わる。
日本放送作家協会主催のシナリオ講座に通い、基礎科終了後、当時ピンク映画監督だった和泉聖治と出会い、映画業界に携わるようになる。『女性自身』での漫画脚本として携わる。

## 映画作品
| 作品名             | 作品名             | 会社名         | 年月日 | 備考 |
| ------------------ | ------------------ | -------------- | ------ | ---- |
| 女高生初体験       | 女高生初体験       | 大蔵映画       | 1978年 |      |
| 赤い娼婦           | 赤い娼婦           | 新東宝         | 1980年 |      |
| 太陽のきずあと     | 太陽のきずあと     | 東映セントラル | 1980年 |      |
| ベースボールキッズ | ベースボールキッズ | 千葉テレビ放送 | 2003年 |      |

## 劇画原作
| 作品名       | 作品名       | 会社名 | 年月日 | 備考 |
| ------------ | ------------ | ------ | ------ | ---- |
| エローラの棘 | エローラの棘 | 光文社 | 1998年 |      |
| ある日遺産が | ある日遺産が | 光文社 | 2000年 |      |